# Offshore-Windpark Vesterhav
Vesterhav ist ein Offshore-Windpark in Dänemark in der Nordsee. Der Windpark befindet sich vier Kilometer vor Küste Jütlands. Er besteht aus den Teilbereichen Vesterhav Nord und Vesterhav Syd.

## Ausschreibung des Projektes
Im dänischen Parlament wurde am 22. März 2012 der Entwurf verabschiedet, einen 450 MW Nearshore-Windpark auszuschreiben. Der Projekttitel wurde mit Danish Near Shore Wind tender benannt. Das Ausschreibungsvolumen wurde am 14. Juli 2014 auf 350 MW reduziert. Der dänische Netzbetreiber Energinet.dk verantwortete die Untersuchung der Umweltauswirkungen sowie der meteorologischen Aspekte. Daraus wurden die technischen Rahmenbedingungen des Ausschreibungsverfahrens erarbeitet.
Insgesamt sechs Gebiete wurden untersucht. Dabei handelte es sich um Bornholm, Sæby, Sejerø Bugt, Smålandsfarvandet sowie Vesterhav Syd und Vesterhav Nord. Nur die letztgenannten Gebiete wurden ausgeschrieben.
Das schwedische Energieversorgungsunternehmen Vattenfall hat im September 2016 die Ausschreibung für die Errichtung und den Betriebs des Windparks gewonnen. Das bezuschlagte Gebot lag bei 0,475 Dänische Kronen pro Kilowattstunde bzw. umgerechnet 64,00 Euro pro Megawattstunde erzeugter Strommenge.

## Bau und Technik
Insgesamt sind 350 MW installierte Leistung geplant. Dies würde etwa 375.000 Haushalte versorgen. Im November 2016 stimmte die dänische Regierung dem Vorhaben zu.
Im November 2017 wurde bekannt, dass Vattenfall zur Umsetzung 41 Windenergieanlagen vom Typ SG 8.0-167 DD bei Siemens Gamesa beauftragt. Die 41 Monopiles wurden von EEW Special Pipe Constructions in Rostock gefertigt.
Nachdem zwischen Juli und September die 20 Windkraftanlagen im Teilfeld Vesterhav Syd errichtet wurden, speiste am 10. November 2023 die erste Windkraftanlage Strom in das dänische Stromnetz ein.